# D'Arcy Carden
D'Arcy Beth Carden (nacida Darcy Beth Erokan, 4 de enero de 1980) es una actriz y comediante estadounidense. Es conocida por su interpretación del personaje de Janet en la comedia de la NBC The Good Place (2016-2020), por el que fue nominada para un Premio Primetime Emmy a la mejor actriz de reparto en una serie de comedia. Ella también tiene el rol de Natalie Greer en Barry, una comedia oscura de HBO (2018-2023). 
Carden empezó su carrera como comediante de improvisación en la compañía de teatro Upright Citizens Brigade. Luego continuó con apariciones en diversas series televisivas como Inside Amy Schumer (2015), Broad Ancha (2014-2019), Crazy Ex-Girlfriend  (2016), y Veep (2017). Ella también ha aparecido en varias películas, como Other People (2016), Let It Snow (2019), y Bombshell (2019).

## Primeros años
Darcy Beth Erokan nació y se crio en Danville, California. Su padre, Dennis William Mustafa Erokan, es nativo de Estambul, Turquía, quién emigró a California cuándo  era niño; actuó en el teatro comunitario local y fundó la revista de música BAM en el Área de Bahía D'Arcy Carden tiene dos hermanas, Miranda y Laney, y un hermano, Will. Agregó un apóstrofe a la escritura de su nombre cuándo  estaba en el colegio secundario, para emular a D'arcy Wretzky de la banda The Smashing Pumpkins.
En 1998,  se graduó en el colegio San Ramon Valley High School y más tarde recibió un título de grado de Bellas Artes en Teatro de la Universidad de Oregón del Sur.

## Carrera
Luego de su graduación universitaria, Carden se mudó a la Ciudad de Nueva York. Se unió a la compañía de comedia musical Venus Rising, y en 2001 apareció en Siete Corazones, un musical sobre un grupo de amigos que viven en San Francisco. Al año siguiente,  protagonizó Un Espectáculo de Vacaciones, show en el que el personaje principal está enojado porque su familia está más obsesionada con la boda de su hermana que con disfrutar el espíritu de Navidad. Ella, a su vez, fue directora y productora del espectáculo. En los inicios de su carrera, Carden también trabajó como niñera para Bill Hader.
Tras asistir a un espectáculo de improvisación de Upright Citizens Brigade (UCB), Carden decidió inscribirse para sus clases y hacer carrera con el grupo. Empezó con UCB en 2004 y más tarde hizo giras con la UCB Touring Company. En 2010, comenzó a utilizar profesionalmente su apellido de casada Carden cuando fue miembro de reparto en El Paseo, un espectáculo interactivo presentado en los autobuses de turismo de la Ciudad de Nueva York. En 2013, Carden cocreó y coprotagonizó "Niñeras Terribles," una serie web sobre dos padres que quieren encontrar una niñera.
Carden tuvo un rol recurrente como Gemma en la comedia Broad City (2014–2019) del canal Comedy Central. La serie fue creada por sus colegas de UCB Ilana Glazer y Abbi Jacobson. Carden también ha aparecido en como actriz invitada en Inside Amy Schumer, Crazy Ex-Girlfriend (2016), y Veep (2017). Luego de roles pequeños en la película de parodia iSteve (2013) y la comedia romántica The To Do List (2013),  apareció con el rol de Jessica en la aclamada comedia dramática Other People (2016).
En 2016, Carden empezó protagonizar a Janet, una ayudante virtual viva, en la serie de comedia de la NBC The Good Place, protagonizada por Kristen Bell y Ted Danson. Por su trabajo en la serie,  recibió nominaciones para los Critics' Choice Awards como Actriz De reparto en una Serie de Comedia y el Premio Emmy como Actriz De reparto en una Serie de Comedia.  
Desde 2018, Carden ha tenido un rol recurrente como Natalie Greer en la serie de comedia oscura y crimen Barry, protagonizada pro Bill Hader en la cadena HBO. Junto con sus compañeros de reparto, fue nominada para el Premio de Screen Actors Guild al mejor Ensemble en una Serie de Comedia en 2018 y 2019.
En 2019,  apareció en la película de comedia oscura Greener Grass, la comedia romántica Let It Snow, y el drama Bombshell. Ella también ha aparecido en la comedia de Netflix Bonding y la serie animada Robot Chicken de Adult Swim.
En 2020, Carden tuvo personaje recurrente la serie de misterio de Quibi llamada Mapleworth Murders.

## Vida personal
Carden conoció al productor Jason Grant Carden en un viaje a Disneyland con amigos en común. Se casaron el 31 de julio de 2010. En 2013, la pareja se mudó de la ciudad de Nueva York a Los Ángeles.

## Filmografía

### Cine
| Año  | Película                            | Papel                    | Notas        |
| ---- | ----------------------------------- | ------------------------ | ------------ |
| 2010 | Pet-O-Rama                          | D'Arcy                   | Cortometraje |
| 2011 | Bachelorette Ashley Is Single Again | Ashley                   | Cortometraje |
| 2011 | Mob Wives                           | Karen Gravano            | Cortometraje |
| 2012 | Mob Wives 2: The Christening        | Karen Gravano            | Cortometraje |
| 2013 | iSteve                              | Presentadora de noticias |              |
| 2013 | The To Do List                      | Movie Patron             |              |
| 2013 | Anna Kendrick Goes K-Pop with F(x)  | Jill Tigerman            | Cortometraje |
| 2014 | I Know You Think I Farted           | Linda                    | Cortometraje |
| 2014 | We Make That Lemonade               | Madre                    | Cortometraje |
| 2015 | Unengaged                           | Liz                      | Cortometraje |
| 2016 | Other People                        | Jessica                  |              |
| 2018 | Papi Chulo                          | Susan                    |              |
| 2019 | Greener Grass                       | Miss Human               |              |
| 2019 | Let It Snow                         | Kira                     |              |
| 2019 | Bombshell                           | Rebekah                  |              |
| 2021 | Ride the Eagle                      | Audrey                   |              |
| 2023 | Shotgun Wedding                     | Harriet                  |              |
| 2023 | Dicks: The Musical                  | Vecino                   |              |

### Televisión
| Año       | Título                              | Papel                     | Notas                                                         |
| --------- | ----------------------------------- | ------------------------- | ------------------------------------------------------------- |
| 2009      | Homeschooled                        | Betty                     | Película de televisión                                        |
| 2009-2013 | UCB Comedy Originals                | Ella misma                | 20 episodios                                                  |
| 2009-2011 | Rhonda Casting                      | Rhonda Basmati            | Papel principal                                               |
| 2010      | Naked in a Fishbowl                 | Lucy                      | 3 episodios                                                   |
| 2011      | Diamonds Wow!                       | Unknown                   | Episodio: "Oprahgeddon"                                       |
| 2011-2012 | Jest Originals                      | Varios papeles            | 4 episodios                                                   |
| 2013      | Inside Amy Schumer                  | Emily                     | Episodio: "Meth Lab"                                          |
| 2012-2015 | Comedy Bang! Bang!                  | Barbara Fleen / Asistente | 3 episodios                                                   |
| 2014-2019 | Broad City                          | Gemma                     | 5 episodios                                                   |
| 2015      | Adam Ruins Everything               | Futura esposa             | Episodio: "Adam Ruins Giving"                                 |
| 2016      | Crazy Ex-Girlfriend                 | Chica                     | Episodio: "I'm Going to the Beach with Josh and His Friends!" |
| 2016-2020 | The Good Place                      | Janet                     | Papel principal                                               |
| 2017      | Veep                                | Congresista               | Episodio: "Blurb"                                             |
| 2018-2023 | Barry                               | Natalie Greer             | 19 episodios                                                  |
| 2018      | An Emmy for Megan                   | D'Arcy Carden             | Episodio: "Finale"                                            |
| 2018-2020 | American Dad!                       | Sophia                    | 3 episodios                                                   |
| 2019      | Bonding                             | Daphne                    | 3 episodios                                                   |
| 2019      | Last Week Tonight with John Oliver  | Propietaria               | Episodio: "Mobile Homes"                                      |
| 2019      | Human Discoveries                   | Leader Elk (voz)          | Episodio: "And Then They Played a Game"                       |
| 2019      | Robot Chicken                       | Varias voces              | Episodio: "Bugs Keith in: I Can't Call Heaven, Doug"          |
| 2019-2020 | The Rocketeer                       | Polly Poly / AVA (voz)    | 4 episodios                                                   |
| 2020      | Single Parents                      | Kay                       | Episodio: "Yarn and Pebbles"                                  |
| 2020      | Mapleworth Murders                  | Server                    | 2 episodios                                                   |
| 2020      | Archer                              | Hands (voz)               | Episodio: "Helping Hands"                                     |
| 2021      | No Activity                         | Erika (voz)               | Episodio: "Brother Eduardo"                                   |
| 2021      | Creepshow                           | Renee Sherman             | Episodio: "Night of the Living Late Show"                     |
| 2021      | Poorly Drawn Lines                  | Tanya (voz)               | 10 episodios                                                  |
| 2021-2022 | DreamWorks Dragons: The Nine Realms | Linda (voz)               | 5 episodios                                                   |
| 2022      | The Ghost and Molly McGee           | Pango (voz)               | Episodio: "Scare Tactics/The Bad Boy Bobby Daniels"           |
| 2022      | Killing It                          | Sloane Faulkner           | Episodio: "The Task Rabbit"                                   |
| 2022      | A League of Their Own               | Greta Gill                | Papel principal                                               |

## Premios y nominaciones
| Año  | Asociación                          | Categoría                                                                             | Trabajo        | Resultado | Ref.   |
| ---- | ----------------------------------- | ------------------------------------------------------------------------------------- | -------------- | --------- | ------ |
| 2019 | Screen Actors Guild Awards          | Labor excepcional por un Ensemble en una Serie de Comedia                             | Barry          | Nominada  | [ 21 ] |
| 2020 | Crítics' Choice Television Awards   | Mejor actriz de reparto en una Serie de Comedia                                       | The Good Place | Nominada  | [ 27 ] |
| 2020 | Screen Actors Guild Awards          | Labor excepcional por un Ensemble en una Serie de Comedia                             | Barry          | Nominada  | [ 28 ] |
| 2020 | Primetime Emmy Awards               | Mejor actriz de reparto en una Serie de Comedia                                       | The Good Place | Nominada  | [ 29 ] |
| 2022 | Asociación de Críticos de Hollywood | Mejor actriz de reparto en una serie de televisión o cadena de radiodifusión, Comedia | Barry          | Nominada  | [ 21 ] |